# Маяківська сільська рада (Одеський район)
Маякі́вська сільська́ ра́да — орган місцевого самоврядування Маяківської сільської громади Одеського району Одеської області. Утворена в 1967 році як адміністративно-територіальна одиниця.

## Склад ради
Рада складається з 22 депутатів та голови.
- Голова ради: Дяченко Віктор Юрійович
- Секретар ради: Шевченко Людмила Миколаївна

### Керівний склад попередніх скликань
| Прізвище, ім'я, по батькові  | Основні відомості                                                         | Дата обрання | Дата звільнення |
| ---------------------------- | ------------------------------------------------------------------------- | ------------ | --------------- |
| Войцеховський Ігор Семенович | Сільський голова, 1963 року народження, безпартійний                      | 26.03.2006   | 31.10.2010      |
| Войцеховський Ігор Семенович | Сільський голова, 1953 року народження, освіта вища, член Партії регіонів | 31.10.2010   | 23.10.2014      |

Примітка: таблиця складена за даними сайту Верховної Ради України

### Депутати
За результатами місцевих виборів 2010 року депутатами ради стали:

#### За суб'єктами висування
| Суб'єкт висування            | Кількість обраних депутатів | %    |
| ---------------------------- | --------------------------- | ---- |
| Партія регіонів              | 14                          | 46,7 |
| Народна партія               | 9                           | 30   |
| Самовисування                | 4                           | 13,3 |
| Соціалістична партія України | 3                           | 10   |

#### За округами
| № округу                     | Прізвище, ім'я, по батькові        | Дата визнання обраним | Освіта  | Партійна приналежність             | Відомості про обраного депутата                                           |
| ---------------------------- | ---------------------------------- | --------------------- | ------- | ---------------------------------- | ------------------------------------------------------------------------- |
| Народна Партія               |                                    |                       |         |                                    |                                                                           |
| 2                            | Черняшкін Василь Миколайович       | 01.11.2010            | середня | член Народної партії               | міжрегіональне управління водного господарства, головний інженер          |
| 3                            | Войцик Сергій Андрійович           | 01.11.2010            | середня | член Народної партії               | тимчасово не працює                                                       |
| 5                            | Ільчак Павло Іванович              | 01.11.2010            | середня | член Народної партії               | пенсіонер                                                                 |
| 9                            | Дяченко Віктор Юрійович            | 01.11.2010            | вища    | член Народної партії               | ТОВ ВКАФ"Маяки", головний інженер                                         |
| 10                           | Рамзов Олександр Олександрович     | 01.11.2010            | середня | член Народної партії               | ТОВ ВКАФ"Маяки", головний гідротехнік                                     |
| 12                           | Агузаров Вячеслав Агубейович       | 01.11.2010            | середня | член Народної партії               | АСГ «Гран», директор                                                      |
| 19                           | Шейфель-Цвєткоська Лариса Іванівна | 01.11.2010            | вища    | член Народної партії               | Маяківська амбулаторія, лікар                                             |
| 22                           | Єлесін Олександр Олександрович     | 01.11.2010            | вища    | член Народної партії               | міжрегіональне управління водного господарства, зам начальника енергетики |
| 24                           | Цапенко Василь Іванович            | 01.11.2010            | середня | член Народної партії               | міжрегіональне управління водного господарства, головний механік          |
| Партія регіонів              |                                    |                       |         |                                    |                                                                           |
| 1                            | Подчинок Валентина Іванівна        | 01.11.2010            | вища    | член Партії регіонів               | Маяківська загальноосвітня школа, вчитель                                 |
| 4                            | Котік Анатолій Леонідович          | 01.11.2010            | середня | позапартійний                      | тимчасово не працює                                                       |
| 6                            | Сушкова Лариса Романівна           | 01.11.2010            | середня | позапартійна                       | Маяківська сільська рада, секретар                                        |
| 8                            | Бєланов Сергій Володимирович       | 01.11.2010            | середня | член Партії регіонів               | тимчасово не працює                                                       |
| 11                           | Кудряшов Олександр Володимирович   | 01.11.2010            | середня | член Партії регіонів               | тимчасово не працює                                                       |
| 15                           | Недін Петро Іванович               | 01.11.2010            | середня | член Партії регіонів               | ТОВ «Маяки 2007», рибак                                                   |
| 16                           | Білоус Наталія Андріївна           | 01.11.2010            | середня | член Партії регіонів               | Маяківська сільська рада, інженер — землевпорядник                        |
| 18                           | Любчик Наталія Ігорівна            | 01.11.2010            | вища    | позапартійна                       | ПП «Дністер», головний бухгалтер                                          |
| 20                           | Скрипник Григорій Іванович         | 01.11.2010            | вища    | позапартійний                      | КП «Наше село», директор                                                  |
| 21                           | Кудлай Надія Семенівна             | 16.07.2012            | вища    | член Партії регіонів               | ДНЗ «Оленка», завідувач                                                   |
| 26                           | Шайтан Анатолій Павлович           | 01.11.2010            | середня | позапартійний                      | ПП «Дністер», адміністратор                                               |
| 27                           | Силкіна Людмила Миколаївна         | 01.11.2010            | вища    | позапартійна                       | приватний підприємець                                                     |
| 28                           | Парамарчук Володимир Якимович      | 01.11.2010            | вища    | член Партії регіонів               | Маяківська сільська рада, керівник військово-облікового столу             |
| 29                           | Мартинюк Михайло Ілліч             | 01.11.2010            | середня | позапартійний                      | міжрегіональне управління водного господарства, начальник дільниці        |
| Соціалістична партія України |                                    |                       |         |                                    |                                                                           |
| 7                            | Гетьман Анатолій Іванович          | 01.11.2010            | середня | член Соціалістичної партії України | пенсіонер                                                                 |
| 13                           | Іванащенко Юрій Васильович         | 01.11.2010            | середня | член Соціалістичної партії України | тимчасово не працює                                                       |
| 14                           | Шепеленко Сергій Іванович          | 01.11.2010            | середня | член Соціалістичної партії України | тимчасово не працює                                                       |
| Самовисування                |                                    |                       |         |                                    |                                                                           |
| 17                           | Довгань Павло Іванович             | 01.11.2010            | середня | позапартійний                      | тимчасово не працює                                                       |
| 23                           | Дорош Юрій Олександрович           | 15.01.2014            | вища    | позапартійний                      | Свято-Преображенська церква, голова релігійної громади                    |
| 25                           | Ісайко Олег Іванович               | 01.11.2010            | вища    | позапартійний                      | Біляївська РДА, спеціаліст 1 категорії юридичного сектору                 |
| 30                           | Потапенко Юрій Анатолійович        | 11.06.2012            | вища    | позапартійний                      | УДАІ ГУ МВС України в Одеській області, працівник УДАІ                    |

За результатами місцевих виборів 2015 року депутатами ради стали:
| Адреса округу | Прізвище, ім'я, по батькові         |
| --- | ----------------------------------- |
| вул. Котовського, Горького | Гончаренко Андрій Миколайович       |
| вул. Преображенська 1-77, 2-56 | Паламарчук Леонід Іванович          |
| вул. Шевченко, К. Маркса, пр. К. Маркса, Біляїва                                                                                   | Ільчак Павло Іванович               |
| вул. Гагаріна, Українська | Маяровський Сергій Володимирович    |
| вул. Б. Хмельницького, Некрасова, Гастелло, Мічуріна                                                                               | Шестопалов Олександр Дмитрович      |
| вул. Щорса, Ів. Франко, пр. Ів. Франко                                                                                             | Котік Анатолій Леонідович           |
| вул. Шкільна, Прикордонників, пр. Шкільний                                                                                         | Коваль Андрій Олександрович         |
| вул. Леніна, 2а-82, 1-67, пр. Леніна                                                                                               | Яремчук Андрій Олександрович        |
| вул. Леніна 82а-156, 69-125 | Тарасевич Сергій Михайлович         |
| вул. Пушкіна | Цапенко Василь Іванович             |
| вул. Преображенська, 58-76, Кірова                                                                                                 | Шевченко Людмила Миколаївна         |
| вул. Богачова, 2-92, 1-70а, Річна, 1-41                                                                                            | Зальотов Сергій Михайлович          |
| вул. Богачова, 96-134, 73-145, Річна, 42-64                                                                                        | Шейфель-Цвєтковська Лариса Іванівна |
| вул. Булавіна | Сушкова Лариса Романівна            |
| вул. Осетяна, пр. Осетяна | Шевчук Олександр Вікторович         |
| вул. Нова, пр. Новий | Миргородська Оксана Миколаївна      |
| вул. Садова, 1-105 | Ісайко Олег Іванович                |
| вул. Садова, 2-56, пр. Садовий | Шайтан Іван Павлович                |
| вул. Мельнична, пр. Мельничний | Дягілев Вячеслав Васильович         |
| вул. 40-р. Жовтня, Новоселів | Каунець Сергій Миколайович          |
| вул. Степова, Огородня | Саморфельд Володимир Павлович       |
| вул. Свердлова, Тракторна, пр. Тракторний, Фрунзе, Перлина, Сонячна, Набережна, Селянська, Лугова, Зелена, Весняна, Грушева, Уютна | Дягелева Олена Олександрівна        |